# 拉斐尔·夏伊德
拉菲爾·夏伊德（Rafael Scheidt，1976年2月10日—），生于阿雷格里港，巴西职业足球运动员，曾效力于中國超級足球聯賽球会陝西中新。
他在班尼斯及杜格利殊這兩位利物浦名將執掌下的些路迪，以五百萬歐元由甘美奧轉投些路迪，可惜他未為球隊帶來任何衝擊，傷患困擾令他在1999-2000年賽季只上陣過1場就被借回巴西，2006年，他獲保地花高釋放。